# William Grainge

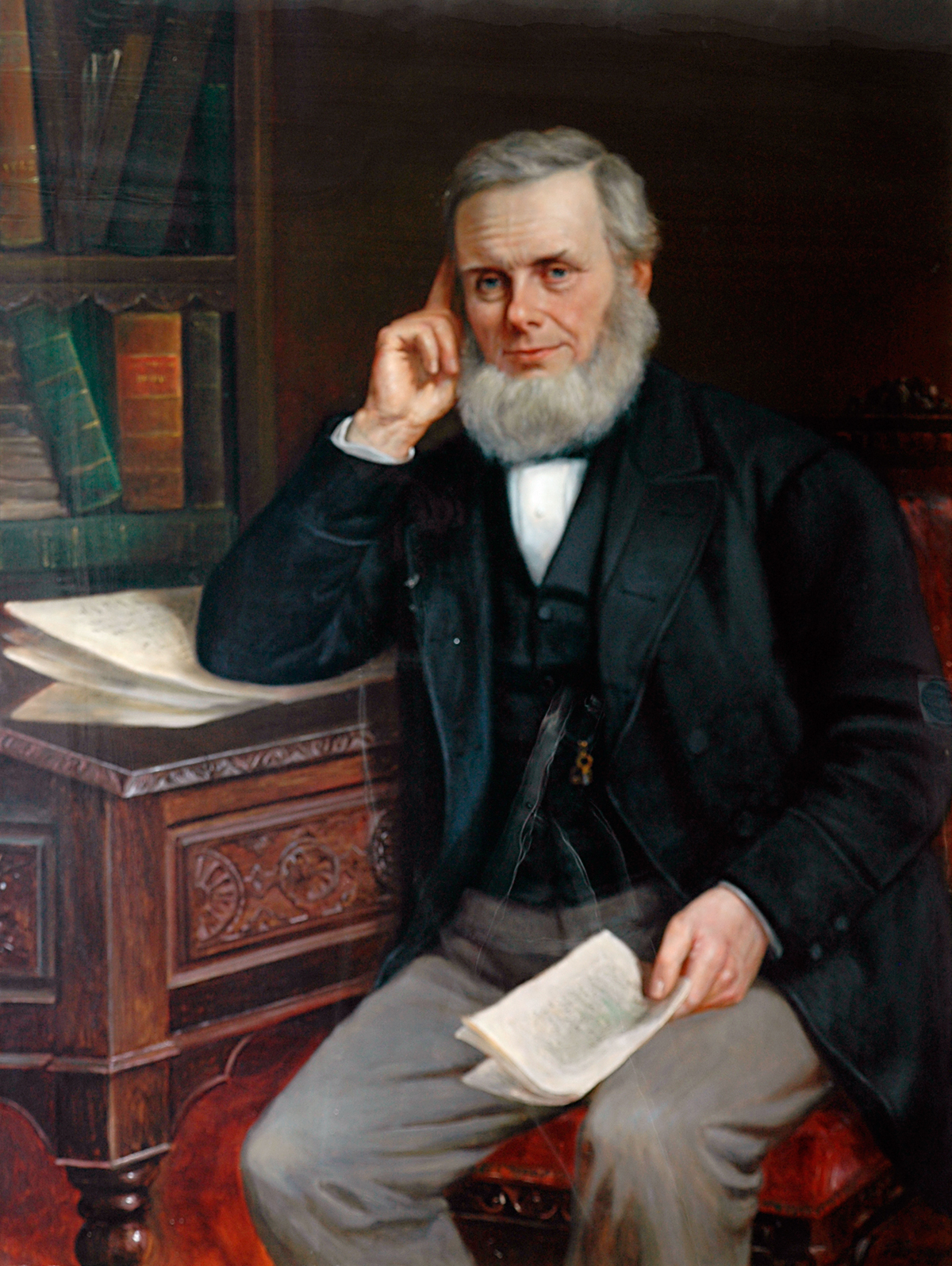
William Grainge

William Grainge (Dishforth, 25 januari 1818 – Harrogate, 29 september 1895) was een Brits antiquaar, dichter en historicus. Hij werd geboren in een boerenfamilie in Kirkby Malzeard. Later zette hij een boekhandel op in de buurt van Harrogate. Ook publiceerde hij vele boeken over de geschiedenis en topografie van Yorkshire.
Er hangt een groot portret van Grainge in de Bibliotheek van Harrogate.